# Andrena caerulea
Andrena caerulea är en biart som beskrevs av Smith 1879. Andrena caerulea ingår i släktet sandbin, och familjen grävbin. Inga underarter finns listade i Catalogue of Life.